# 1944年保加利亚政变
1944年保加利亚政变，又称9月9日政变，是親納粹德國的保加利亚王国政府在1944年9月9日被共产党人推翻的政變。政變發生後，共產黨人成功奪權。在保加利亚人民共和国时期，它被称为九九人民起义（简称九九起义）。

## 概括
保加利亚处于岌岌可危的境地，仍在纳粹德国的影响范围内（作为轴心国的前成员，尽管保加利亚在15天前宣布中立，但德国军队仍在该国），但面临与当时的军事强国苏联（苏联在4天前向保加利亚王国宣战，其乌克兰红军第三方面军的部队在3天后进入保加利亚），并伴随着示威、罢工、起义在许多城市和村庄（9月6日—7日），保加利亚祖国阵线部队（没有红军帮助）在瓦尔纳、布尔加斯等地夺取了地方政府权力。
政变由祖国阵线（由保加利亚共产党领导）组织，由保加利亚军队的亲祖国阵线部队和人民解放军的保加利亚游击队执行。
结果，康斯坦丁·穆拉维耶夫总理的合法政府被推翻，取而代之的是基蒙·格奥尔基耶夫领导的祖国阵线政府。保加利亚立即加入了第二次世界大戰同盟國的反纳粹联盟并参加了二战。1946年保加利亚共和国公投后保加利亚王国成为共和国。大规模的政治、经济和社会变革被引入该国。政变导致保加利亚进入苏联势力范围，并开始了保加利亚长达45年的人民共和国。

## 背景
1944年8月26日，在红军进攻邻国羅馬尼亞王國的威胁下，伊万·巴格里亚诺夫政府口头宣布保加利亚在战争中保持中立。与此同时，政府与英国和美国分别进行了和谈，希望确保英国和美国军队在保加利亚的派遣。同一天，保加利亚工人党中央委员会宣布通过民众起义夺取政权为其官方任务。
BWP中央委员会和人民解放军总参谋部于9月5日开始筹划政变。该计划于9月8日进一步详细说明。根据计划，游击队、BWP战斗群和亲祖国阵线的军队分队的协调行动将在9月9日夜间接管政府并有效控制政府。政变的既定目标是“推翻法西斯主义当局，建立祖国阵线的人民民主政权”。
随着佩尔尼克矿工和索非亚电车员工的罢工，以及普罗夫迪夫和加布罗沃的总罢工，保加利亚各地于9月6日和7日开始动乱。普列文、瓦尔纳和斯利文的监狱释放了政治犯；9月6日至9月8日期间，游击队分队进入了170个地区。在许多城市和村庄，罢工和集会演变成与警察的武装冲突，双方都有受害者。9月8日，红军进入保加利亚，在没有反对保加利亚新政府命令的情况下举行会议。

## 政变
9月9日前夕，军队与祖国阵线分队一起攻占了索非亚的战争部、内政部、邮政、电报、广播、火车站等重要地点。一大早，新任总理基蒙·格奥尔基耶夫就在广播中通知民众：
“祖国阵线完全意识到这是人民意志的真实和完整的声音，在那个决定性的时刻和困难的条件下，为了拯救国家免遭破坏，祖国阵线承担了国家政府的职责。”
9月9日，根据人民解放军总司令Dobri Terpeshev的命令，所有游击队从山上下来，接管了村和市政府。在大多数地方，这没有受到太大的抵抗，但在其他情况下，忠于旧政府的军队和警察部队对祖国阵线部队进行了暴力抵抗。在索非亚、普罗夫迪夫、佩尔尼克、舒门和哈斯科沃地区，旧政权的支持者被军事行动击败，军队受到祖国阵线的有效控制。新领导层的成立最晚发生在哈斯科沃，游击队和其他反法西斯分子于9月12日在该处占领了炮兵营，但由于与指挥官的谈判未能达成妥协，因此伤亡惨重。
截至9月9日，红军还没有到达索非亚，而是留在了保加利亚东北部。由于保加利亚共产党能够在没有任何帮助的情况下掌权，红军指挥官决定不急于夺取首都。

## 新政府
祖国阵线政府包括BWP、BANU“Pladne”、保加利亚社会民主工党（广泛派社会主义者）和环节的代表。前总理康斯坦丁·穆拉维耶夫被捕，沙皇西缅二世的摄政者、前政府成员和一些陆军支队负责人也被捕。9月10日，警察被废除，取而代之的是一支主要由近期游击队组成的民兵；8,130名政治犯从监狱和前政权的集中营（例如Gondavoda，Krastopole）被关闭。法西斯组织被禁止，他们的出版物也被禁止。前摄政王基里尔亲王、波格丹·菲洛夫和尼古拉·米霍夫于2月被处决。1946年9月8日，举行了关于君主制未来命运的公投。根据公投结果，保加利亚于1946年9月15日宣布改为人民共和国。

## 后续
1944年9月9日之后，保加利亚军队加入了乌克兰第三方面军，并为在欧洲击败纳粹主义做出了贡献，帮助将德国人从南斯拉夫和匈牙利的大部分地区赶走，到1945年4月到达了奥地利的克拉根福。尽管保加利亚没有被承认为盟军的真正成员，但它仍然设法保留了根据克拉约瓦条约在1940年获得的南多布鲁哈。
根据保加利亚的国际义务，基蒙·格奥尔基耶夫政府于1944年12月设立了人民法院，以宣判犯有二战罪行的人员（部长等）。在祖国阵线政府上台后的前四个月内，有20000至40000人丧生或失踪。
保加利亚共产党人（保加利亚工人党后来更名为保加利亚共产党）巩固了他们在祖国阵线联盟中的领导作用，将其成员从5个政党（连同农业联盟）减少到2个，并连续逐步地领导国家走上社会主义道路（按照苏联模式）。
在1946年共和公投成功后，1947年新的亲共共和派迪米特洛夫宪法推翻了特尔诺沃宪法并取而代之。